# Castello di Holt
Il castello di Holt fu un castello medievale nella località di Holt, nel distretto di Wrexham Borough, in Galles. I lavori di costruzione iniziarono nel XIII secolo durante  le guerre gallesi. Il castello era situato su confine tra Galles ed Inghilterra sulle rive del fiume Dee.
Durante il periodo medievale, la fortezza a cinque torri era conosciuta come Castrum Leonis o Castle Lyons poiché sopra la sua porta principale vi era una pietra scolpita con un leone. Nel XVII secolo fu rimossa quasi tutta la muratura; attualmente rimangono solo le basi delle fondamenta in pietra arenaria.

## Storia
La costruzione del castello di Holt fu iniziata da Edoardo I su una base di pietra arenaria vicino al fiume Dee, appena dopo l'invasione del Galles del nord nel 1277. Nel 1282 Edoardo I presentò le terre del Galles, in cui era situata Holt, al signore feudale Giovanni de Warrene, a cui fu dato anche il compito di completare il castello. Nel 1311 il castello fu finito e and fu pianificato di costruire una città per l'uso dei colonizzatori inglesi.
Un secolo dopo, nel 1400 le forze gallesi bruciarono la città durante la rivolta di Owain Glyndŵr, anche se il castello non fu preso.

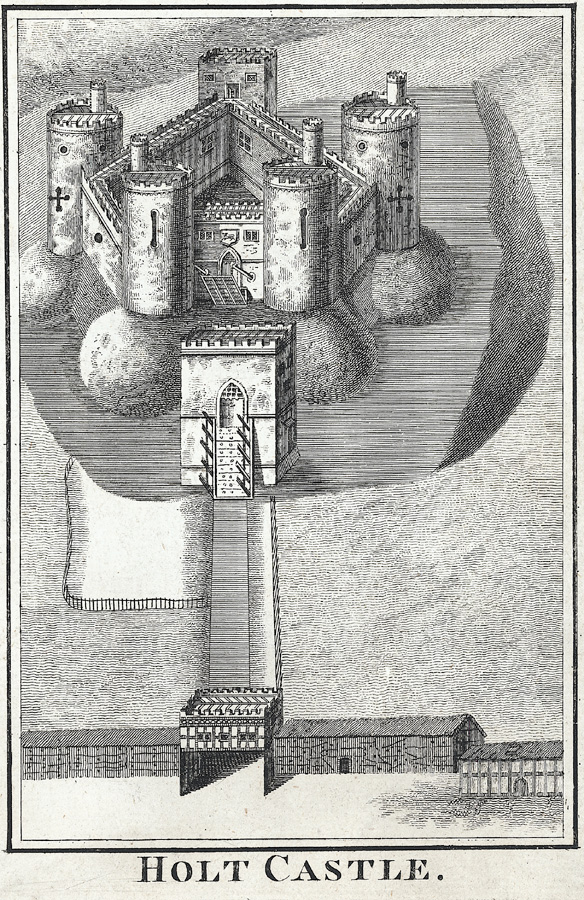
Il castello di Holt in un'incisione del 1779

Dal XVI secolo il castello di Holt cadde in disuso e rovina. Il topografo inglese John Norden esaminò il castello ed annotò che era "in grande decadimento".
Per la maggior parte della prima guerra civile inglese, Holt fu presidiata dalle truppe realiste. Fu catturata dai Puritani nel 1643, ma fu ripresa dai Realisti nella primavera del 1644. Dopo la resa, tredici puritani furono messi a fil di spada e i loro corpi gettati nel fossato. Nel gennaio 1647, dopo un assedio durato per nove mesi il governatore realista, Sir Richard Lloyd dovette cedere Holt a Thomas Mytton (comandante dei puritani assedianti). Dopo la resa di Holt, il castello di Harlech rimase l'unica roccaforte in Galles ancora sotto il controllo realista e cadde contro Mytton nel marzo dello stesso anno. Dopo la resa, il colonnello Roger Pope fu nominato governatore puritano di Holt. Per ordine del Parlamento, Holt fu demolito in quello stesso anno.
Tra il 1675 e il 1683 gran parte del castello è stato portato via da Thomas Grosvenor, terzo baronetto di Eaton, che usò delle chiatte per trasportare le pietre a valle al fine di ricostruire la Eaton hall dopo la guerra civile inglese.
Nel XVIII secolo tutto quello che rimaneva del castello di Holt non era che una torre ed un edificio rettangolare, in cui morì tra l'altro Anne Pytts, contessa di Coventry.

## Costruzione
Il castello, che fu costruito tra il 1277 e il 1311, aveva forma pentagonale con torri negli angoli e fu realizzato con pietre di arenaria locale in cima ad un promontorio alto 12 metri.
Il castello aveva una rampa d'accesso alla porta principale, un barbacane, una bassa corte, una postierla e muri di cortina. Era presente anche un fossato, le cui acque erano alimentate dal fiume Dee.
I disegni del castello mostrano che le torri erano costruite sul fianco della roccia all'esterno della cortina, in modo simile alle corti basse di Ruthin e Conwy.

## Il castello oggi
Oggi l'unica parte consistente del castello di Holt che rimane è la base in pietra arenaria. Tuttavia alcune caratteristiche in muratura sono ancora visibili, come la postierla, un contrafforte e le fondamenta di una torre quadrata.